# Lezesarri
Lezesarri es una entidad de población española del municipio de Oñate, perteneciente a la provincia de Guipúzcoa, en la comunidad autónoma del País Vasco.

## Toponimia
El lugar puede aparecer referido como «Lezesarri» y «Lecesarri».

## Historia
Hacia mediados del siglo XIX, el lugar, ya por entonces perteneciente a Oñate, tenía contabilizadas once casas. Aparece descrito en el décimo volumen del Diccionario geográfico-estadístico-histórico de España y sus posesiones de Ultramar de Pascual Madoz con las siguientes palabras:

LECESARRI: barrio en la prov. Guipúzcoa, part. jud. de Vergara, térm. de Oñate: tiene 11 cas.
(Madoz, 1847, p. 112)

En 2022, la entidad singular de población tenía empadronados 99 habitantes y el núcleo de población, 53.